# Las Coloradas
Las Coloradas é uma cidade da Argentina, localizada na província de Neuquén.